# 상하이 남역 (1908년)

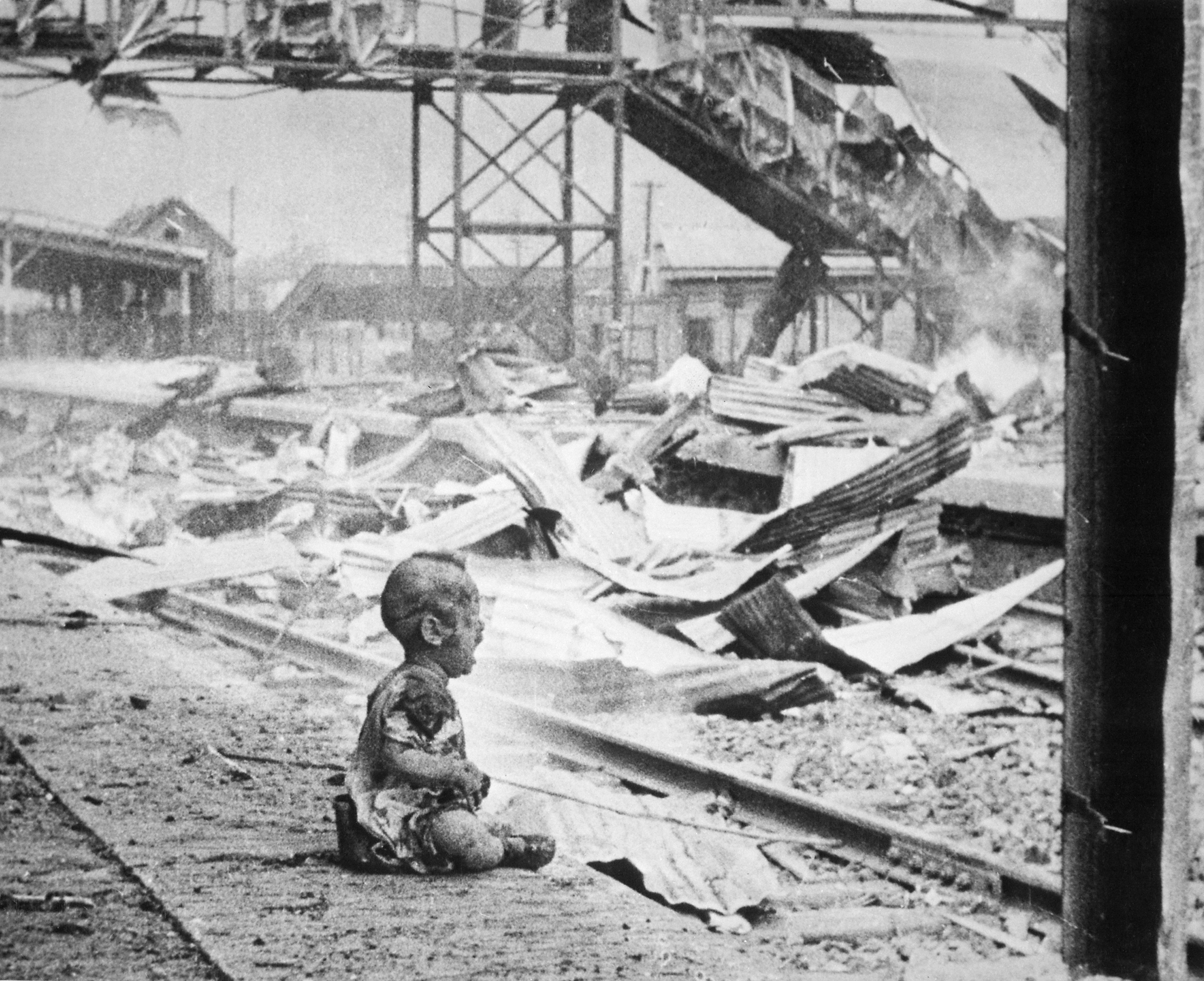
미국 언론이 발표한 선전 사진: 〈일본의 폭격 후의 상하이 남 기차역〉, 1937년 8월 28일

상하이 남 기차역(上海南火车站)은 상하이 남역이라 약칭하며 상하이 시 황푸 구 난처잔루(南车站路)에 위치했다. 후항 철도(沪杭铁路)가 처음 건설되었을 때의 상하이의 시발 종착역을 의미하며 현재의 상하이 남역이 아니다.

## 역사
1906년 저장·장쑤 양성의 상인은 각각 철도 유한회사를 구성하여, 9월에 후항융 철도(沪杭甬铁路)를 기공했다. 1907년 기점으로서 상하이 구성(舊城)의 남쪽에 면하여 상업이 번화한 지구에 상하이 남 기차역이 건축되어 조계에 인접한 상하이 북역과 남북으로 상대했다. 1908년 3월 상하이 남 기차역에서 쑹장까지의 구간이 완성되어 열차를 시운전했다. 1909년 3월 상하이에서 풍징(枫泾)까지의 전 구간이 준공되었고, 동년 6월 장쑤 철도와 저장 철도가 접속되어 전선이 개통되었다.
후항 선 최고의 기차역으로 건축된 상하이 남역 역사는 특종의 양식을 채택하여 자못 웅장했던 2층 건물로, 2층은 일찍이 장쑤 철도회사의 사무소였다. 역이 건축된 초기에는 오직 2선 밖에 없었으나 1930년 10월에 이르러 세 개의 승강장이 연장되어 역내의 선로는 본선 3선, 측선 12선으로 증가했다.
상하이 남 기차역은 여객과 화물 운수업무를 겸한 보통역이었다. 기차역의 앞 대문은 남쪽으로 향해있어 여객 운수시설이 이곳에 배치되었고, 기차역의 후문은 북쪽으로 향해있어 화물운수부문을 중심으로 하고있었다. 1908년 3월 24일 상하이 남역은 정식으로 여객운수를 처리했다. 1909년 6월 28일 후항 전선이 운행을 개시했는데, 당시 장쑤·저장 양 철도의 열차가 풍징에 도착한 후 여객은 하차해서 열차를 환승할 필요가 있었다. 장쑤·저장 양 회사는 여객의 편의를 위해서 쌍방이 서로 차표를 발매하여 후항 여객은 환승할 필요가 없이 직통할 수 있었다. 후닝 철도(沪宁铁路)와 후항 철도의 연락선이 건설되기 전에 상하이 남 기차역은 상하이에서 항저우로 가는 방향의 유일한 시발역이었다. 1916년 12월 12일 양 철도가 접속된 후 여객은 상하이 북역과 상하이 남역 중에서 마음대로 승차할 수 있었다. 상하이 남역을 출발한 열차는 신룽화 역(新龙华站)에서 북역을 출발한 열차와 연결된 후에 항저우로 출발했다. 항저우 방향에서 상하이로 가서 북역에서 하차하는 여객은 열차 앞부분에 타고 남역에서 하차하는 여객은 열차 뒷부분에 탔다. 신룽화 역에 도착한 후 둘로 나뉜 열차는 각각 북역과 남역의 양 종착역에 도착했다. 상하이 남 기차역은 1909년 6월에 후항 전선이 개통된 후 바로 화물 운수업무를 처리했다. 운송 화물은 주로 광물·곡물·면화·석탄·기름·땔나무·찻잎 및 누에고치 등이었다. 남역은 당시 상하이 지구의 후항융 방향 화물 운송량이 최대인 기차역으로 특히 화물 도달량은 상하이 철도지구 도달량의 63.2%를 점했다.
상하이 남 기차역은 당시 상하이의 중요 교통 중심지로, 기차역 지구는 상당히 번화했다. 1937년 제2차 상하이 사변이 일어나, 중국을 침입한 일본군 비행기 여러 대가 남 기차역에 폭탄을 투척하여 폭격했다. 주요 건물과 운행설비가 폭파되고 사상자가 수백 명이었으며 철도운수는 중단되었다. 상하이가 함락된 후 일본 점령 당국은 상하이 남역에서 리후이강(日晖港)까지 간의 폭격을 받아 단절된 길이 약 1.5킬로미터의 철도를 철거했다. 상하이 남역의 화물 운수업무는 리후이강 역으로 옮겨졌고 여객 운수는 상하이 북역이 담당했다. 이로부터 상하이 남역과 역 앞의 일부 철도는 더는 존재하지 않았다.

## 같이 보기
- 상하이 북역
- 난푸 역 (상하이)